# Landessportbund Bremen

Logo des Landessportbund Bremen

Der Landessportbund Bremen (LSB) ist als Dachverband von 430 Bremer und Bremerhavener Sportvereinen und 50 Sportverbänden der Ansprechpartner des Sports in der Freien Hansestadt Bremen. Rund 160.000 Mitglieder zählt der LSB derzeit (Stand 2009). Der Landessportbund Bremen ist einer der 16 Landessportbünde im Deutschen Olympischen Sportbund (DOSB). Jährlich organisiert der LSB den Ball des Sports mit der Wahl zum Bremer Sportler des Jahres.

## Aufgaben
Der Landessportbund definiert seine Aufgabe wie folgt: „Um seine gesellschaftspolitische Verantwortung wahrzunehmen und den Bedürfnissen der Sporttreibenden gerecht zu werden, kümmert sich der LSB um die Sicherung der materiellen und organisatorischen Rahmenbedingungen, die Qualifizierung seiner Mitarbeiter/innen, die Entwicklung spezieller Sport- und Bewegungsprogramme, die Analyse von Sporttrends und um die Kooperation mit öffentlichen und privaten Institutionen. Zugleich will der LSB auch anderen Institutionen Wege öffnen, an der großen Sportgemeinschaft in Bremen und Bremerhaven teilzuhaben.“
Die Angebote im LSB, in den Verbänden und den Vereinen werden realisiert durch die Arbeit der ehrenamtlichen, hauptberuflichen und freiberuflichen Mitarbeiter, die Zusammenarbeit mit Dienstleistungs- und Beteiligungsunternehmen, die Zusammenarbeit mit anderen Gruppen und Einzelpersonen und die Kooperation mit Einrichtungen von Wissenschaft und Bildung sowie der Wirtschaft.
Jährlich organisiert der LSB den Ball des Sports mit der Wahl zum Bremer Sportler des Jahres.

Das Bremer Sport Magazin des LSB erscheint monatlich und ist im Internet abrufbar.
Der Bremer Sport-TV ist im Sonderkanal 12 im Bremer Kabelnetz und im Internet zu finden. Er bringt Sportsendung für den Breitensport in Bremen und Umzu. Die ehrenamtliche Tätigkeit aus den Bremer Sportvereinen beinhaltet die Moderation und die technischen Durchführung. Der Sender wird vom Landessportbund unterstützt.

## Geschichte

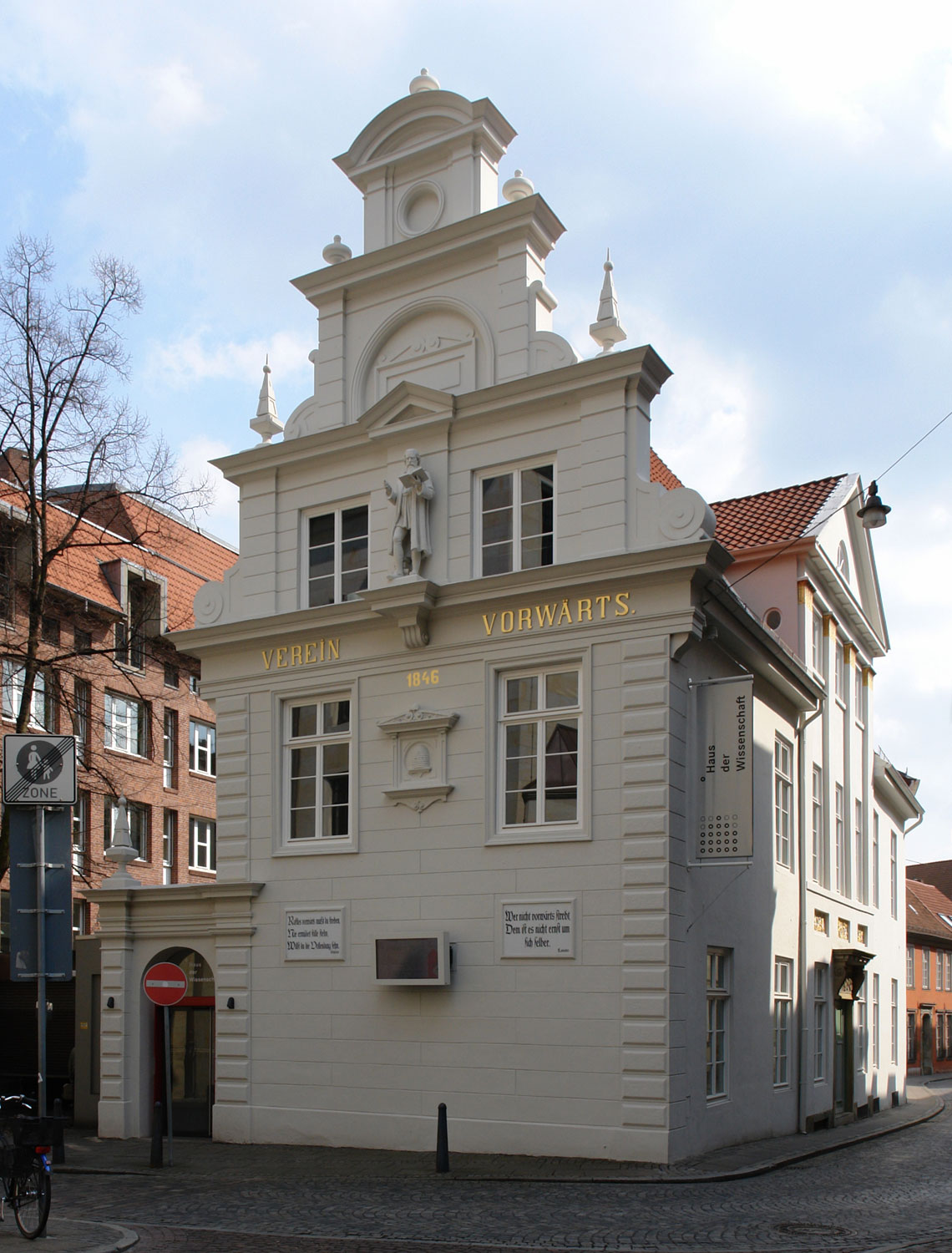
Haus „Vorwärts“, bis 1973 Sitz des Vereins Vorwärts

### Gründung
Ab der Mitte des 19. Jahrhunderts fanden in Bremen die Gründungen der ältesten Sportvereine statt. Einerseits wurden in Bremen die Arbeitersportvereine, andererseits die „bürgerlichen“ Turn- und später Turn- und Sportvereine gegründet. Die Arbeitersportvereine waren im deutschen Arbeiter-Turnerbund (ATB, dann ATSB) von 1893 vertreten. Diese Trennung im Sportwesen blieb lange Zeit erhalten. Sie wurde erst nach 1946, nach dem Zweiten Weltkrieg, mit dem Neuaufbau des Sports überwunden, als sich alle Sportvereine in einem Bremer Sportverband  zusammen fanden. Die Gründung des LSB durch die ersten 59 Vereine fand am 6. Juli 1946 in den Räumlichkeiten des Vereins „Vorwärts“ im Haus Vorwärts in der Sandstraße statt. „Der griffige Slogan "Sport für alle!" entspricht“ – so der LSB – „tatsächlich (noch) der sportlichen, und das heißt immer auch der sozialen Realität im Lande Bremen.“ Die freiwillige Verbandsmitgliedschaft wurde nochmals im Oktober 1946 betont und das Eintreten für Einheitlichkeit sowie für politische und ökonomische Unabhängigkeit.
Der Sportkreis Vegesack (ab 1947 Kreissportbund Bremen-Nord) und der Kreissportbund Wesermünde (ab 1947 Kreissportbund Bremerhaven – KSB) entstanden ebenfalls 1946, der Kreissportbund Bremen-Stadt erst 1965, da bis dahin der LSB die Bremer Belange mit erledigt.
Gründerväter des LSB waren neben Anderen Oscar Drees (SPD), der erste LSB-Vorsitzender von 1946 bis 1966 und sein Nachfolger Fritz Piaskowski (SPD) sowie Max Jahn (SPD), seit 1945 der erste Sportbeauftragte des Senats der Freien Hansestadt Bremen war. Diese drei Männer kamen aus der Arbeitersportbewegung und waren wegen ihrer politischen Überzeugung in der NS-Zeit verfolgt worden.
Von Ende 1945 bis zum ersten Halbjahr 1946 hatten sich 14 „Sparten“ (später Fachverbände) gebildet und zwar für Männerturnen, Frauenturnen, Leichtathletik, Fußball, Handball, Sommerspiele, Tennis, Tischtennis, Hockey und Golf, Schwimmen, Wassersport, Boxen, Schwerathletik und Radsport. Im Juli 1946 gab es im LSB 25.000 Mitgliedern und 59 Vereine. Er war und ist heute mit Abstand die größte Personenvereinigung im Lande Bremen. 1946 gab Adolf Kerrl erstmals das Sport-Mitteilungsblatt, Vorläufer des heutigen Bremer Sports heraus.
1947, nach der Gründung des Landes Bremen nannte sich der Verband Landessportbund Bremen (LSB). 1949 wurde mit Adolf Alves der erste hauptamtliche Geschäftsführer eingestellt.
1966 wurde nach zwanzig Jahren als Nachfolger von Oscar Drees (SPD) der Kommunalpolitiker Fritz Piaskowski (SPD) Vorsitzender des LSBs.

### Entwicklung bis 1970
1946 schloss der LSB Probleme eine Unfallversicherung für seine Mitglieder ab. 1946/47 wurde ein sportärztlicher Dienst aufgebaut. Auseinandersetzungen über Toto- und Finanzfragen beschäftigten den LSB in den 1948/49 sehr oft und lange. Auch wenn sich viele Funktionäre „grundsätzlich“ zunächst gegen die Einführung von Fußballwetten aussprachen musste auf Grund der Entwicklung in anderen Ländern das Land Bremen und der LSB dem allgemeinen Trend zur Einführung Sportwetten folgen. 1950 kalkulierte der LSB seine Einnahmen aus den Totogeldern mit um die 370.000 Mark.
LSB-Chef Drees wurde Stellvertretender Vorsitzender des 1950 gegründeten Deutschen Turner-Bundes (DTB) und 1952 sollte erst- und einmalig Werder-Bremen-Vorsitzender Alfred Ries auch Stellvertretender Vorsitzender des DTB werden. 1951 gründeten der LSB und der Bremer Fußballverband gemeinsam den Sportförderungsausschuss. 1951 erfolgte die Gründung der Ortsgruppe der Deutschen Olympischen Gesellschaft (DOG) in Bremen. 1952 fand auf dem Domshof die vom LSB organisierte zentrale Jahn-Feier zum 100. Todestag des „Turnvaters“ Friedrich Ludwig Jahn statt, auf der Berlins Bürgermeister Ernst Reuter sprach. Probleme gab es im Verhältnis des LSB zum Betriebssport.
Der LSB hatte
- 1950 ca. 63.000 Mitglieder aus 170 Vereinen
- 1954 ca. 80.000 Mitglieder aus 211 Vereinen
- 1961 ca. 91.000 Mitglieder aus 245 Vereinen
- 1966 ca. 103.000 Mitgliedern aus 264 Vereinen.

1957 bezogen LSB und der Bremer Fußballverband das neue Haus des Sports in der Kohlhökerstraße 28. 1967 veranstaltete der LSB die Großen Sportschau in der Stadthalle Bremen.
Der LSB forderte in den 1960er Jahren den Ausbau der Sportstätten gemäß dem „Goldenen Plan“ von 1960 der Deutschen Olympischen Gesellschaft. Bremen konnte den Plan bis 1968 erfüllen. 1970 verfügte das Land Bremen über 206 Spiel- und Sportplätze, 148 Turn- und Gymnastikhallen im Schulbereich, sechs Hallenbäder, sechs Lehrschwimmbecken und 18 Freibäder.

### Seit 1970 bis heute
Die Förderung des Leistungssports lag in den 1970er Jahren im Argen und war auch danach nicht sehr erfolgreich. Auch die neugegründete Universität Bremen mit seinem Sport-Studiengang widmete sich vorrangig dem Breitensport. Die Bremer Sportschule auf dem Krähenberg konnte nur einen kleinen Beitrag zur Förderung des Leistungssports liefern.
1971 wurde das neue Haus des Sports in der Eduard-Grunow-Straße 30 eingeweiht. 1972 entstand ein Vertrag mit der Verwaltungs-Berufsgenossenschaft (VBG) für die Übungsleiter im LSB. 1976 wurde mit der Planung der fachlichen Ausbildung von Organisationsleitern begonnen. Das LSB-Bildungswerk als Weiterbildungsträger wurde erst 1981 als förderungsberechtigte Einrichtung staatlich anerkannt.
Die bestehende Deutsche Sportjugend im Landessportbund Bremen erhielt 1972 durch Bestätigung einer neuen Jugendordnung als Bremer Sportjugend (BSJ) mehr Rechte.
Mit der Reihenfolge Breitensport, Leistungs- und Wettkampfsport, Hochleistungs- und Spitzensport, Berufssport, Schulsport, Freizeitsport, Betriebssport, Sport im Gesamthochschulbereich und Sportabzeichen definierte der LSB 1973/74 seine Prioritäten.
1976 brachte mit der Verabschiedung des Sportförderungsgesetzes durch die Bremische Bürgerschaft den bis dahin wichtigsten parlamentarischen Erfolg für den Sport und den Landessportbund Bremen. Der Landesbeirat für Sport wurde dadurch geschaffen. 1976 erschien erstmals das Sporthandbuch Bremen.
1978 zählte der LSB 160.585 Mitglieder aus 318 Vereinen.
1978 wurde als Nachfolger von Fritz Piaskowskis (seitdem Ehrenpräsident) der Pädagoge und bisherige Stellvertreter Heinz-Helmut Claußen zum Präsidenten des LSB-Präsidenten gewählt.
Im Zuge der Städtepartnerschaft zwischen Bremen und Danzig fanden seit 1978 unter dem Dach des LSB jährlich rund zehn sportliche Begegnungen in den beiden Städten statt. Ähnliche Kontakte, auf der Grundlage neuer Städtepartnerschaften mit Riga und Bratislava, kamen später hinzu sowie der Sportaustausch mit Brest, Dudley und Haifa.
Gisela Bentz, u. a. Bundesjugendwartin (1958–1961), Vorstandsmitglied und von 1984 bis 1990 Vizepräsidentin des LSB hatte sich große Verdienste um den Breitensport und den Frauensport in Bremen erworben.
Im offenen Fernsehkanal von Bremen konnte der LSB ab 1993 eine Sendung für den Breitensport als Sendung Sport Live verankern. Daraus wurde der Bremer Sport-TV im Sonderkanal 12 im Bremer Kabelnetz.
Haushaltsprobleme im Land Bremen und erforderliche Schulschließungen verbunden mit dem Wegfall von Turnhallen führten ab den 1990er Jahren auch zu Problemen bei den Sportaktivitäten. Das Zentralbad Mitte wurde 1987 geschlossen, weitere Bäder sollten folgen. Damit war der Hallen- und Schwimmsport gefährdet.
1998 trat nach 27 Jahren als Mitglied im Vorstand des LSB, davon 20 Jahre als Präsident, der Pädagoge Heinz-Helmut Claußen (SPD) zurück. Als Nachfolgerin wurde die Sozialpolitikerin Ingelore Rosenkötter (SPD) gewählt, die nach ihrer Berufung in den Senat 2006 das Präsidentenamt aufgeben musste. Nachfolger wurde der Rechtsanwalt Peter Zenner und 2013 der Berufsschullehrer Dieter Stumpe.

## Vorsitzende (Präsidenten)
- Oskar Drees (1889–1968), von 1946 bis 1966
- Fritz Piaskowski (1906–1985), von 1966 bis 1978
- Heinz-Helmut Claußen (* 1928), von 1978 bis 1998
- Ingelore Rosenkötter (* 1953), von 1998 bis 2006
- Peter Zenner (* 1949), von 2006 bis 2013
- Dieter Stumpe (* 1949), von 2013 bis 2014
- Andreas Vroom (* 1968), 2014 bis 2022
- Eva Quante-Brandt, ab 2022